# Guerreiro, Guerreira
Guerreiro, Guerreira é um álbum de hip hop dos cantores Helião e Negra Li que foi lançado pela gravadora Universal Music em 2005. O álbum conta com a participação de Mano Brown, do grupo Racionais MC's nas canções "Olha o Menino" e "Periferia" e de Marcelo D2 em "O Rap não Tem Pra Ninguém".

## Faixas
1. "Guerreiro, Guerreira"
2. "Olha o Menino" (part. Mano Brown)
3. "Periferia" (part. Mano Brown)
4. "Bom Está Com Você"
5. "Lembranças"
6. "O Rap Não Tem Pra Ninguém" (part. Marcelo D2)
7. "A Noite"
8. "Tão Bom Pra Mim"
9. "Sem Crise"
10. "Face Da Febre"
11. "Exército do Rap"

## Posições nas paradas
| Parada (2005) | Melhores posições |
| ------------- | ----------------- |
| Brasil - ABPD | 18                |

## Vendas e certificações
| País / Certificadora | Certificação | Vendas |
| -------------------- | ------------ | ------ |
| Brasil (ABPD)        |              | 50.000 |